# Toledo (Washington)
Toledo es una ciudad ubicada en el condado de Lewis en el estado estadounidense de Washington. En el año 2000 tenía una población de 663 habitantes y una densidad poblacional de 751,9 personas por km².

## Geografía
Toledo se encuentra ubicada en las coordenadas 46°26′21″N 122°50′53″O / 46.43917, -122.84806.

## Demografía
Según la Oficina del Censo en 2000 los ingresos medios por hogar en la localidad eran de $29.271, y los ingresos medios por familia eran $31.833. Los hombres tenían unos ingresos medios de $28.750 frente a los $19.271 para las mujeres. La renta per cápita para la localidad era de $14.483. Alrededor del 14,7% de la población estaban por debajo del umbral de pobreza.